# Caterpillar D4
O Caterpillar D4 é um trator de esteiras de pequeno porte produzido pela empresa Caterpillar Inc. Pode ser equipado com o Sistema AccuGrade que  funciona integrado à máquina e aos sistemas hidráulicos  sistema de forma  automática  calcula as informações exatas sobre a inclinação e a elevação da lâmina. 
O que permite ao  nivelar com maior precisão. 
A máquina vem cabinada de série e conta com ar condicionado.